# Birmingham Museum and Art Gallery
Birmingham Museum and Art Gallery (BM&AG) är ett museum och konstgalleri i Birmingham i England. Det grundades 1885. Museet förfogar över en internationell samling som omfattar måleri, skulptur, keramik, metallarbeten och smycken samt föremål inom områdena naturvetenskap, arkeologi, etnografi och industrihistoria.
Museet drivs av Birmingham Museums Trust som också driver åtta andra museer runt staden. Inträde till museet och konstgalleriet är gratis, men vissa större utställningar i gashallen medför en entréavgift.